# Johann Karl Magdalena von Vigny
Johann Karl Magdalena von Vigny (* 13. Oktober 1777 in Philippsthal; † 22. Januar 1846 in Koblenz) war ein preußischer Generalmajor und Inspekteur der 3. Ingenieursinspektion.

## Leben

### Herkunft
Seine Eltern waren der Generalmajor Madeleine Touros d’Heinze (1729–1810) und dessen zweite Ehefrau Magdalene Fury de la Tour de Vigny. Er wurde aber vor der Ehe geboren und später legitimiert. Seine Schwester Dorothea (1776–1806) war mit dem Generalleutnant Karl Friedrich Franciscus von Steinmetz verheiratet.

### Militärkarriere
Vigny besuchte die Ingenieurakademie in Potsdam und wurde am 28. April 1794 als Sekondeleutnant dem Ingenieurkorps der Festung Schweidnitz überweisen. Während des Vierten Koalitionskrieges befand er sich in der Festung Erfurt, geriet mit der Kapitulation in Kriegsgefangenschaft und wurde daraufhin inaktiv gestellt.
Nach dem Frieden von Tilsit erfolgte seine Wiederanstellung im Ingenieurkorps der Preußischen Armee und Vigny avancierte bis Ende Oktober 1812 zum Stabskapitän. Während der Befreiungskriege nahm er an den Belagerungen von Glogau, Erfurt, Maubeuge, Philippeville, Rocroy, Givet und Landrecies teil. Für Maubeuge erhielt Vigny das Eiserne Kreuz II. Klasse und für Landrecies das Kreuz I. Klasse. Bereits am 22. Januar 1814 war er mit einem Gehalt von 900 Talern zum Kapitän befördert worden.
Nach dem Krieg wurde Vigny am 27. März 1816 zur 3. Ingenieurbrigade versetzt und am 20. April 1816 zum Major befördert. Als solcher erfolgte am 14. November 1817 seine Ernennung zum Ingenieuroffizier von Platz der Bundesfestung Mainz. In dieser Stellung erhielt Vigny am 19. Oktober 1818 das Ritterkreuz des Leopold-Ordens sowie im Jahr 1825 das Dienstkreuz. Unter Belassung in seiner Stellung wurde er am 16. Juni 1826 Ingenieurinspekteur der 1. Rheinischen Festungsinspektion und am 30. März 1832 zum Oberstleutnant sowie am 30. März 1834 zum Oberst befördert. Am 24. August 1837 beauftragte man ihn mit der Wahrnehmung der Geschäfte als Inspekteur der 3. Ingenieursinspektion. Großherzog Ludwig II. verlieh Vigny am 18. Oktober 1837 das Kommandeurskreuz des Ludwigsordens. Am 19. Mai 1838 erhielt er dann seine Ernennung zum Inspekteur sowie am 10. September 1840 die Beförderung zum Generalmajor. Anlässlich seines 50-jährigen Dienstjubiläums verlieh ihm König Friedrich Wilhelm IV. am 18. April 1844 den Stern zum Roten Adlerorden II. Klasse mit Eichenlaub. Vigny starb am 22. Januar 1846 in Koblenz.
In seiner Beurteilung aus dem Jahr 1832 schrieb der General von Müffling: „Dieser Stabsoffizier verwaltet seinen Posten mit eben soviel Sachkenntnis als Umsicht und erhält sich dadurch fortdauernd die Zufriedenheit der Festung, wie auch der Bundesbehörden. Er ist ein vielseitig brauchbarer Mann.“

### Familie
Vigny heiratete am 13. Oktober 1810 in Glatz Wilhelmine von Heydebrandt, von der er sich aber scheiden ließ. Am 25. März 1816 ehelichte er in Drebligar Charlotte Luise Müller (1790–1845). Das Paar hatte mehrere Kinder:
- Luise Karoline Ida Maria (1816–1875) ⚭ 7. Februar 1839 in Koblenz Friedrich von Knobloch (1797–1881), preußischer Generalleutnant
- Louis Karl Ferdinand (1819–1895), preußischer Oberstleutnant a. D., Ingenieuroffizier vom Platz in Glogau
- Marie Luise Albertine (1821–1898) ⚭ 1. November 1849 Ernst Friedrich Görtz von Heuthausen (1822–1890), Hauptmann, Herr auf Kaltenbriesnitz[2]